# Maureen O'Hara
Maureen FitzSimons, conocida como Maureen O'Hara (Dublín, 17 de agosto de 1920-Boise, 24 de octubre de 2015), fue una actriz irlandesa, nacionalizada estadounidense de la época dorada del cine clásico de Hollywood, que interpretó con frecuencia a mujeres bellas y de carácter; fue conocida como La reina del Technicolor, y triunfó desde la década de 1940 a la de 1960. En cinco oportunidades fue la protagonista de películas del director John Ford.
En 2014 recibió un premio Óscar honorífico de la Academia de Artes y Ciencias Cinematográficas en reconocimiento por su trayectoria.

## Primeros años
Maureen O'Hara nació en Ranelagh, un suburbio de Dublín, como Maureen FitzSimons, y fue la segunda de seis hermanos de una familia católica. Su madre fue Marguerita Lilburn FitzSimons, una cantante de ópera contralto, mientras que su padre, Charles Stewart Parnell FitzSimmons, era un agente de negocios en Dublín y copropietario de un equipo de fútbol llamado Shamrock Rovers FC.
Peggy, la mayor de la familia Fitzsimons, fue una soprano que posteriormente tomó los hábitos y profesó como religiosa. Los hermanos menores fueron: Florrie, Charles, Margot y James, casi todos fueron cantantes de ópera y siguieron luego la estela de su hermana Maureen, mostrando estar igualmente dotados de muy buena apariencia, encanto y talento para las artes escénicas. Algunos de ellos aparecieron como secundarios en los filmes que protagonizó O'Hara.
La pequeña Maureen demostró desde su niñez tener los dones y talentos para el canto y la danza. Además era excelente en los deportes: en especial del fútbol, y de hecho casi convenció a su padre de formar una liga femenina. También mostraba mucho entusiasmo por la actuación, a pesar de la oposición de sus padres. A los 10 años ingresó a la compañía del Rathmines Theatre y comenzó a trabajar en teatro amateur por las noches después de sus lecciones; a la edad de 14 años, fue aceptada por el prestigioso Abbey Theatre (Teatro de la Abadía, también conocido como el Teatro Nacional de Irlanda), donde estudió arte dramático y canto. En 1936, se convirtió en la alumna más joven en graduarse de la Guildhall School of Music en ese momento.
Su madre, de todos modos, la obligó a estudiar secretariado contable, profesión alternativa que nunca llegó a ejercer.
Al finalizar sus estudios, se le ofreció el cargo de cantante de ópera principal en el Abbey Theatre, pero ella decidió ir a Londres a intentar una carrera como actriz, asistiendo a un casting para la productora británica de cine Elstree Studios, que al final resultó decepcionante para ella, ya que la producción no se realizó. Sin embargo, en el malogrado casting cautivó al consagrado actor y director Charles Laughton, que quedó impresionado por los verdes ojos de O'Hara, quien la llamó y la convenció para que fuese actriz.

## Vida como actriz
Charles Laughton, junto con su socio Eric Pommer, de Mayflower Pictures, logró convencerla y le dio un contrato de siete años con Mayflower Pictures bajo la anuencia del clan familiar FitzSimons. Su primera interpretación fue para la película Jamaica Inn (La Posada de Jamaica; 1939), dirigida por un incipiente Alfred Hitchcock. Fue entonces cuando Laughton le propuso cambiarse el apellido por el de O'Hara. Laughton, al ver los resultados de Jamaica Inn, quedó encantado porque buscaba una compañera femenina para un papel que él deseaba realizar en un film melodramático de época. Para ello contactó con el productor inglés George H. Brown y le convenció para que le ofreciese a O'Hara un contrato con la RKO en los Estados Unidos. Finalmente, Maureen abordó el RMS Queen Mary rumbo a América acompañada de su madre.
Como preparatoria, la RKO colocó a O'Hara en dos filmes musicales de bajo presupuesto: Dance girl, dance (1940) y They met in Argentina (1940).
Su siguiente película fue junto con el mismo Laughton en 1939, en el papel de la gitana en Esmeralda la zíngara para la RKO Radio Pictures, película que se llamaría en América El jorobado de Notre Dame. El papel de Quasimodo fue magistralmente interpretado por Laughton, mientras que para O'Hara significó el trampolín para saltar a la fama, a pesar de algunas críticas de que no estaba a la altura de una mujer criada en las barriadas, sino que parecía una mujer rica caída en desgracia. Contaba entonces con tan solo 19 años, y se trasladó a Hollywood. Su carrera ya estaba lanzada y mostró en sus actuaciones un temperamento fuerte y decidido, con una mezcla de sensatez y transparencia muy particulares. Esta característica de su personalidad irlandesa, sumada a su notable apariencia, era una combinación muy atractiva para el público.
En ese mismo 1939, Maureen O'Hara conoció a John Wayne en los círculos irlandeses de Hollywood; una anécdota cuenta que O'Hara tuvo que llevar del brazo a un embriagado Wayne a su casa, iniciándose una amistad entrañable entre ambos artistas.
En 1941, John Ford la selecciona para la película ¡Qué verde era mi valle!, película ganadora de cinco premios Óscar de la Academia, aunque O'Hara no estaba incluida en la nómina de candidatos con créditos por motivos tras bambalinas[cita requerida], pero cuya actuación no pasó inadvertida, ya que la Fox compró el contrato de la artista a la RKO. Maureen O'Hara y John Wayne serían la pareja de artistas preferida del director John Ford.
En 1942, actuó en la película El cisne negro junto con Tyrone Power y un emergente Anthony Quinn y siguiendo en la línea de los filmes de piratas y bucaneros tales como Simbad el marino, junto con Douglas Fairbanks Jr., se convirtió en una reconocida y talentosa actriz de roles de carácter en ellos.

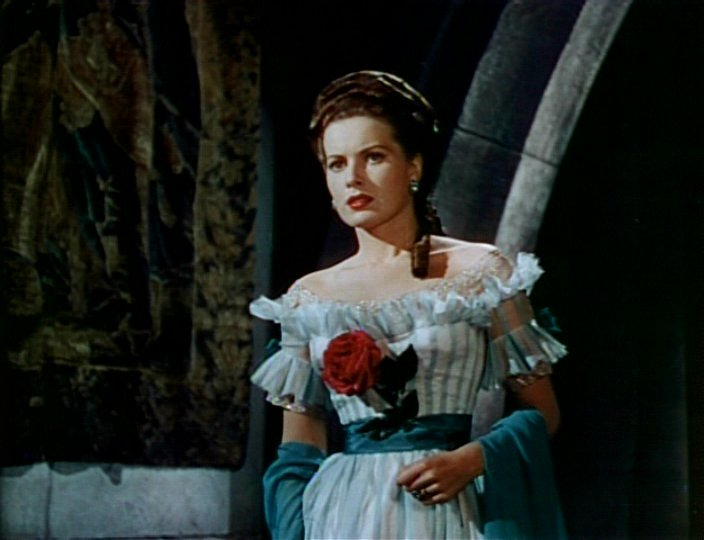
Maureen O'Hara en la película de 1942 The Black Swan.

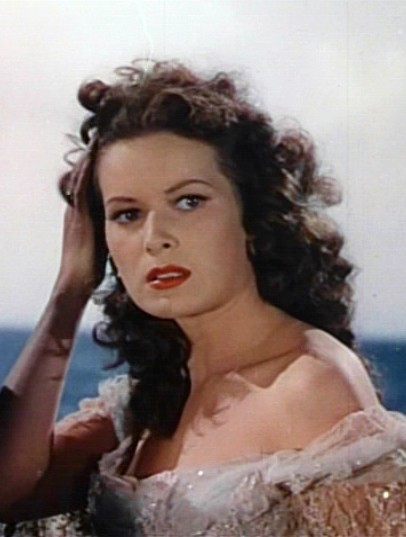
Maureen O'Hara en la película de 1942 The Black Swan.

Cuando se aplicaba la tecnología del Technicolor en los filmes, el público apreciaba en todo su esplendor su legendaria belleza, con O'Hara exhibiendo su larga cabellera rojiza, sus impactantes ojos verdes y su hermosa sonrisa, denominándola como la Reina del Technicolor.
Luego apareció en filmes de aventuras para la Twentieth Century-Fox tales como Buffalo Bill, en 1944 nuevamente junto a Anthony Quinn, Linda Darnell y Joel McCrea; The Spanish Main, en 1945; Los hermanos Barbarroja, en 1951, y The Redhead from Wyoming, en 1952, un film cuyo guion fue hecho a su medida.
Trabajó en varias ocasiones para el afamado director y posterior amigo personal John Ford en largometrajes tales como: ¡Qué verde era mi valle! (1941), resultando una película muy laureada, alabada por la crítica y con elogios para la actuación de la protagonista; Río Grande (1950), junto con su incondicional amigo John Wayne, cuya química entre ellos se traspasó al público haciéndolos una pareja de cine muy valorada (a tal punto estaba afianzada esta pareja de actores, que el público daba por sentado que estaban casados en la vida real); El hombre tranquilo (1952), Escrito bajo el sol (1957) y Cuna de los héroes (1955). 
En 1943 coprotagonizó, de nuevo junto con Charles Laugton, la película antibelicista Esta tierra es mía, dirigida por Jean Renoir. Otros actores relevantes son George Sanders y Walter Slezak.
Se destacó en la película Milagro en la calle 34 (1947) (también conocida en español como De ilusión también se vive), dirigida por George Seaton, film que ganó tres premios Óscar, en las categorías de mejor argumento, actor de reparto (Edmund Gwenn) y mejor guion adaptado.  
En 1952 tuvo su única actuación junto a Errol Flynn en La isla de los corsarios, donde también actúa con Anthony Quinn.
La actuación realizada en "El hombre tranquilo" es considerada como el mejor papel de O'Hara según la crítica y el recuerdo del público, y el que la actriz consideraba su mejor trabajo cinematográfico.
Dale, la compañera de siempre de Flash Gordon en el cómic de 1958, está basada en las facciones de Maureen O'Hara.
En 1960, protagonizó el film adaptado para televisión Mrs. Miniver, junto con Leo Genn. Participó en el clásico familiar Tú a Boston y yo a California (1961), y dos años más tarde protagonizó, junto con Henry Fonda, Fiebre en la sangre.
También realizó algunas interpretaciones musicales en Broadway, participó en programas de variedades musicales con Perry Como y otros, y lanzó dos grabaciones, Love Letters from Maureen O'Hara en 1952 y Maureen O'Hara Sings her Favorite Irish Songs.
Dance, Girl Dance; ¡Qué verde era mi valle! y Milagro en la calle 34 son tres de las películas que protagonizó seleccionadas por el National Film Registry para la preservación de la memoria estadounidense en la Biblioteca del Congreso de Estados Unidos.
Sus últimas apariciones formales fueron a comienzos de la década de los 70, cuando decidió dedicarse a su matrimonio junto con su esposo Charles F. Blair Jr. Apareció en un film de 1991 llamado Only the Lonely. O'Hara obtuvo nominaciones al premio Laurel en su vida activa y reconocimientos ya en su tercera edad por su trayectoria.
O'Hara además actuó en producciones televisivas tales como La caja de Navidad (1995), Taxi a Canadá (1998) y Last Dance (2001).
En 2004, completó su libro autobiográfico denominado Ella misma ('Tis Herself), lanzado en marzo de ese mismo año.
En 2014 recibió un premio Óscar honorífico de la Academia de Artes y Ciencias Cinematográficas en reconocimiento por su carrera, premio que le fue entregado de manos de Liam Neeson y Clint Eastwood.

## Vida personal
En la biografía realizada por Audrey Malone, O'Hara era "amada por su naturalidad" y su "falta de calidad de diva". Acotó que "puso gran énfasis en la ética del trabajo y la puntualidad. Insistiendo en hacer sus propias acrobacias". Sus compañeros de trabajo elogiaron a O'Hara por su profesionalismo en el set.
En 1946 se le concedió la ciudadanía estadounidense. Fue la primera mujer irlandesa en obtener la doble nacionalidad estadounidense e irlandesa. Se sentía orgullosa de sus raíces y de haber sido la primera mujer irlandesa reconocida en todo el mundo.
Fue una de las primeras en opinar abiertamente sobre el machismo en la industria del cine, desvelando "el acoso y los favores sexuales que se exigían en Hollywood para obtener los papeles, por lo que se considera que O'Hara se adelantó en 70 años al "#MeToo". En una entrevista concedida en mayo de 1945 a The Mirror se definió como «una víctima indefensa de una campaña de descrédito en Hollywood», «Por no haber permitido que el productor o el director me besen cada mañana o me toqueteen, han contado por toda la ciudad que yo no soy una mujer, sino una fría estatua de mármol», comentó la actriz, y también agregó «no me arrojaría sobre el sillón de casting, y sé que eso me costó papeles. No iba a interpretar a la prostituta. Esa no era yo”.»
 

Maureen O'Hara fue amiga íntima y de toda la vida de John Wayne y John Ford y también de la actriz Anna Lee. O'Hara siempre tuvo a Wayne en su más alta estima, actor de quien opinaba: 

Wayne fue realmente un verdadero hombre [...] denme un hombre como Wayne.
Maureen O'Hara en una entrevista de 1950.

He tenido el privilegio de conocer a tres grandes hombres en mi vida: a mi padre, a John Wayne y a Charles Blair.
Maureen O'Hara en el Congreso (1979).

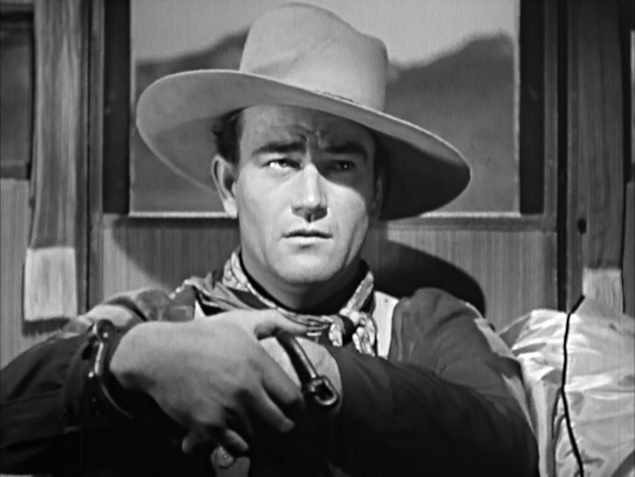
John Wayne, gran amigo de toda la vida de Maureen O'Hara.

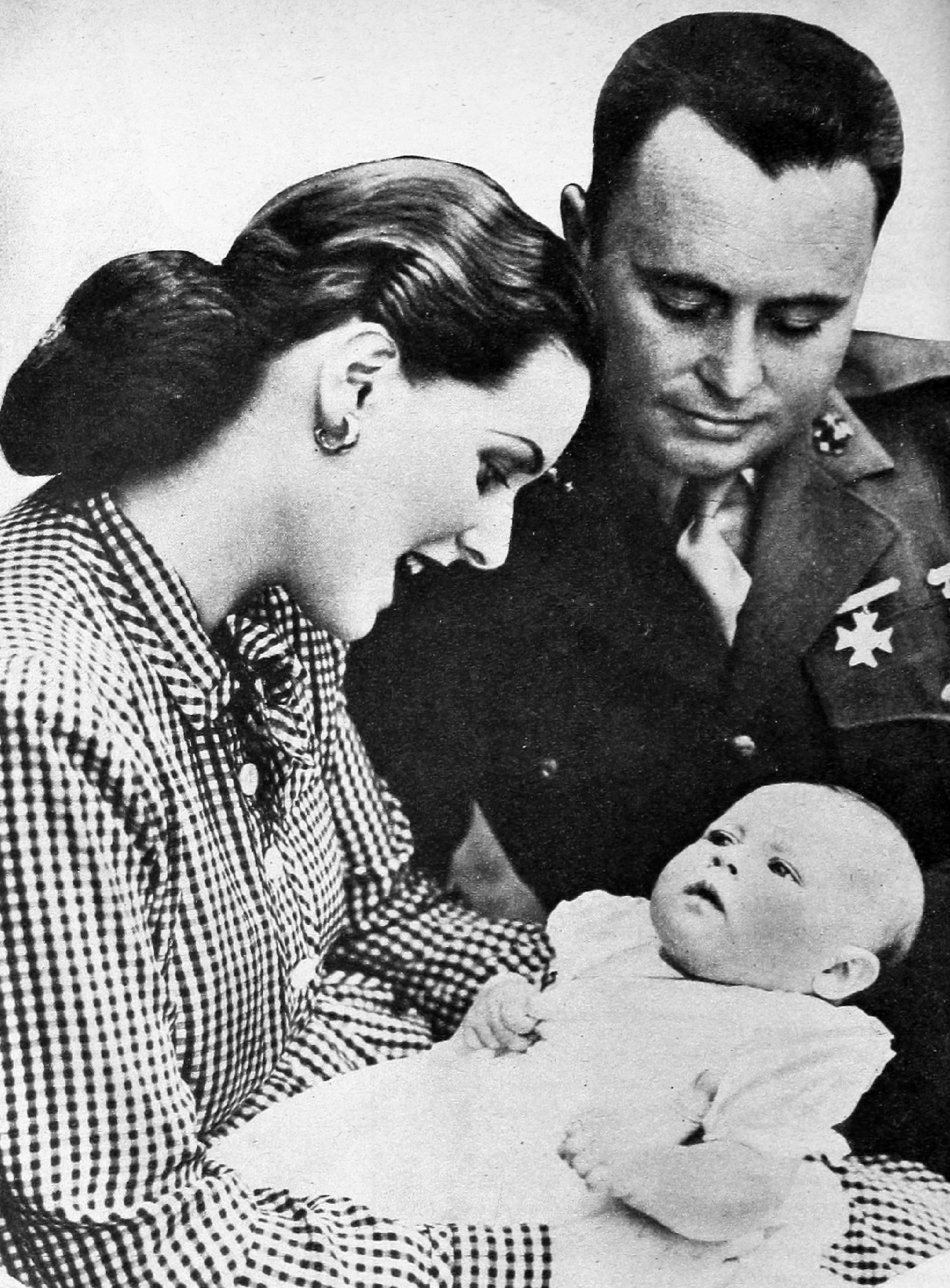
Maureen O'Hara y su esposo Will Price junto a la hija de ambos, Bronwyn.(abril de 1945)

En 1957, la revista Confidential Magazine publicó que Maureen O'Hara y un hombre latino (su novio Enrique Parra) habían hecho el amor en un teatro y que habían sido expulsados por indecentes. Maureen probó con pasaporte en mano y testigos, entre ellos a Liberace, que ella estaba en España para la fecha de los supuestos hechos y que todo resultó al final una farsa montada por la citada revista Confidential Magazine, a la que ganó en juicio. Fue la primera actriz en ganar a un tabloide un caso de difamación.
Contrajo matrimonio en tres ocasiones:
- Con George H. Brown, productor inglés de cine, a bordo del Queen Mary, cuando tenía 19 años, en 1938, el cual se anuló en 1940, a los 21. Este matrimonio nunca consumado se anuló, ya que fue hecho por compulsión y coerción por parte del productor a bordo del RMS Queen Mary.[21]

- Con el militar y director de cine Will Price, un matrimonio que a la larga resultó muy desventurado y que duró desde el 29 de diciembre de 1941, cuando Price estaba sirviendo en la Marina, hasta el 4 de agosto de 1952, año en que se divorció convencida por su familia. Maureen terminó aborreciendo a Price debido a los problemas de alcoholismo del director, quien falleció en 1962 con tan solo 49 años (Price sufría de estrés de guerra).[11] Price alcanzó a dirigir a O'Hara en dos ocasiones, en los filmes Trípoli y Pianole.

Tuvo con Price su única hija, llamada Bronwyn Brigid Price, nacida el 30 de junio de 1944, quien siguió los pasos artísticos de su madre, actuando en algunos cameos en los años 60, y además fue una modista de alta costura muy reconocida en los ámbitos de Hollywood. Tuvo una hija llamada Connor Beau FitzSimmons. Bronwyn lanzó una colección de ropa llamada The Red Collection en honor a su madre y además cambió legalmente su apellido Price paterno al original de su madre.
- Entre 1953 y 1962 tuvo un noviazgo sin publicidad con un millonario mexicano llamado Enrique Parra (lo había conocido en 1952 en un restaurante en México), de quien llegó a decir que hasta ese momento era el mejor hombre que había conocido. Nunca llegaron al altar.[36]
- En 1968, se casó con el aviador, piloto comercial y fundador de una empresa de hidroaviones llamada Antilles Airboats, el brigadier Charles F. Blair, Jr., hasta la muerte de este en 1978, quien sería el gran amor de su vida y que la hizo retirarse del cine para dedicarse completamente a él y a la empresa de transporte aéreo con hidroaviones entre St. Thomas y St. Croix, en las Antillas.

Al morir su esposo, víctima de un accidente aéreo en un Grumann Goose, el 2 de septiembre de 1978, quedó gerenciando una flota de 25 hidroaviones que siguió operando hasta su venta, bajo aprobación de los accionistas, en 1982. Con este hecho fue la primera mujer presidenta de una línea aérea de los Estados Unidos. Más tarde donó memorabilia y un aparato perteneciente a su difunto esposo, denominado La Reina de los Cielos, al Museo Foynes Flying Boat & Maritime, del cual fue patrocinadora.

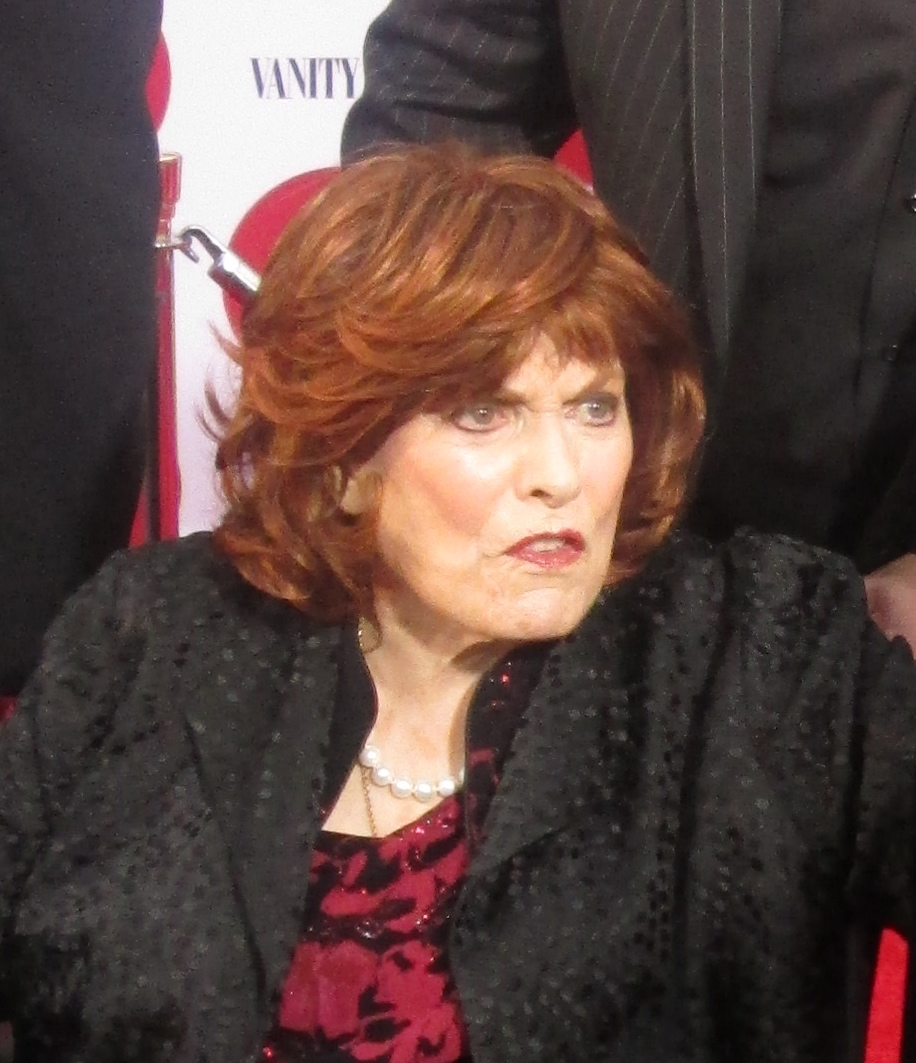
Maureen O'Hara en 2014.

En 1979, O'Hara solicitó al Congreso la autorización para emitir una medalla conmemorativa de John Wayne, quien falleciera ese año, petición que le fue concedida.
Maureen O'Hara padeció de cáncer en tres ocasiones y además contrajo diabetes, enfermedades que logró controlar.

### Retiro y fallecimiento

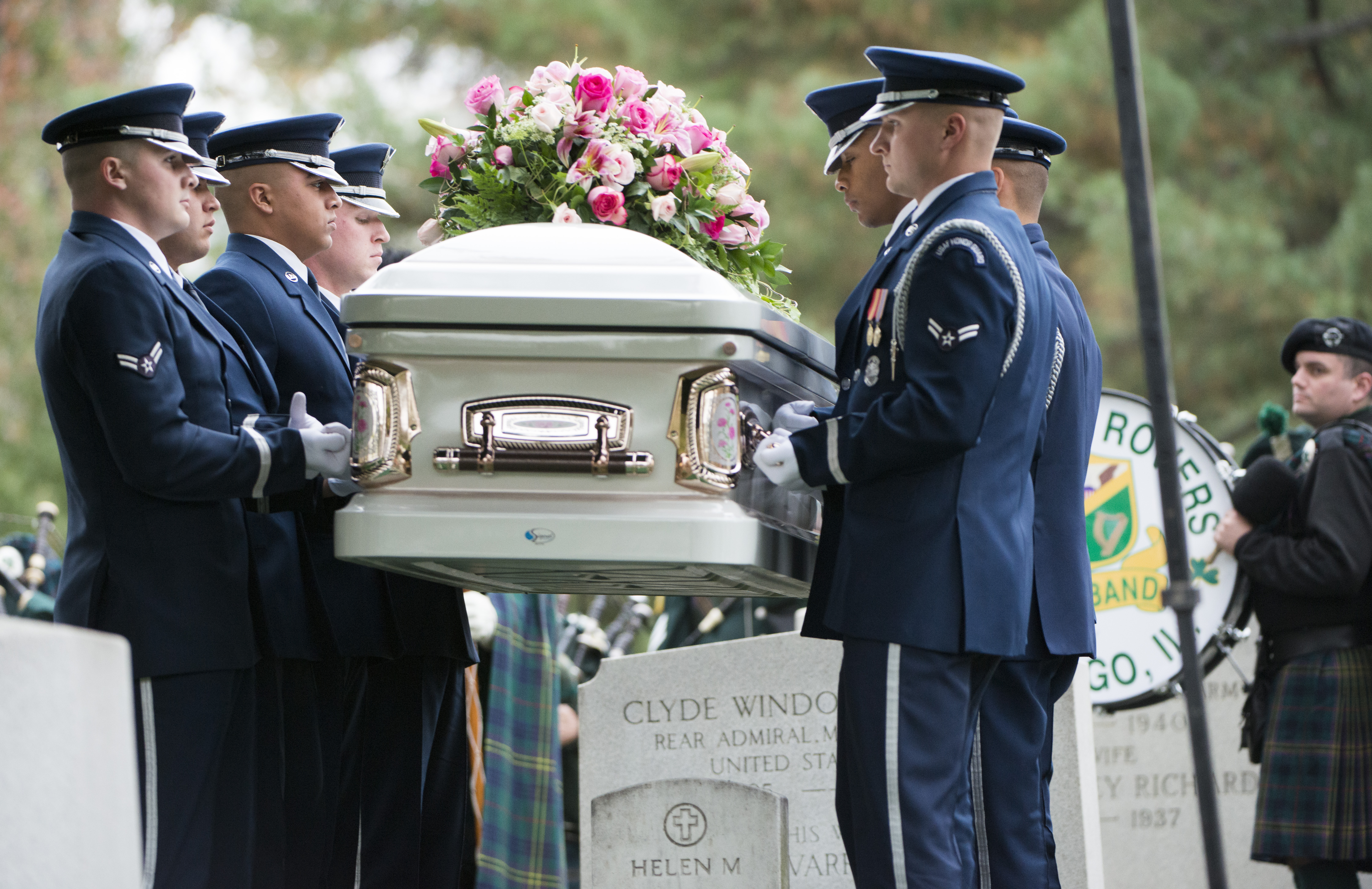
Servicio fúnebre con honores militares de Maureen O´Hara (9-11-2015)

Maureen O'Hara apareció en setenta películas a lo largo de los 60 años que permaneció activa y, ya retirada, pasó a residir en Saint. Croix, en las Islas Vírgenes y en el 2012 se estableció en Boise, Idaho. Ocasionalmente vivió en Los Ángeles, California e Irlanda, donde retomó su afición al fútbol irlandés. Sus dos hermanos varones, Charles y James, así como su hermana Florrie, ya habían fallecido años antes. 
Maureen murió mientras dormía debido a causas naturales en Boise, Idaho, la noche del 24 de octubre de 2015. Fue enterrada en el Cementerio Nacional de Arlington durante una ceremonia con honores militares.

## Filmografía
- Kicking the Moon Around - 1938 (acreditada como Maureen FitzSimons)
- My Irish Molly - 1938 (acreditada como Maureen FitzSimons)
- Jamaica Inn - 1939
- The Hunchback of Notre Dame (Esmeralda, la zíngara), de William Dieterle - 1939
- A Bill of Divorcement (Nota de divorcio), de John Farrow - 1940
- Dance, Girl, Dance (Baila, muchacha, baila), de Dorothy Arzner y Roy del Ruth (no acreditado) - 1940
- They Met in Argentina (Se conocieron en Argentina) - 1941
- ¡Qué verde era mi valle! - 1941
- El cisne negro - 1942
- To the Shores of Tripoli (Rumbo a las playas de Trípoli) - 1942
- Diez héroes de West Point - 1942
- The Fallen Sparrow (Perseguido), de Richard Wallace - 1943
- Immortal Sergeant (El sargento inmortal)- 1943
- Esta tierra es mía, de Jean Renoir - 1943
- Las aventuras de Buffalo Bill, de William Wellman - 1944
- The Spanish Main (Los piratas del mar Caribe), de Frank Borzage - 1945
- Sentimental Journey (Conflicto sentimental), de Walter Lang - 1946
- Do You Love Me - 1946
- Simbad, el marino - 1947
- Milagro en la calle 34 - 1947
- The Foxes of Harrow, (Débil es la carne), de John M. Stahl - 1947
- De ilusión también se vive - 1947
- Sitting Pretty (Niñera moderna), de Walter Lang - 1948
- Father Was a Fullback (Papá fue un defensa), de Walter Lang - 1949
- A Woman's Secret (Un secreto de mujer), de Nicholas Ray - 1949
- Britannia Mews, (La calle prohibida), de Jean Neugulesco - 1949
- Bagdad, de Charles Lamont - 1949
- Río Grande - 1950
- Trípoli - 1950
- Comanche Territory (Orgullo de comanche), de George Sherman - 1950
- Flame of Araby (Los hermanos Barbarroja) - 1951
- At Sword's Point (Los hijos de los mosqueteros), de Lewis Allen - 1952
- The Quiet Man - 1952
- Against All Flags - 1952
- War Arrow (Asalto al fuerte Clark), de George Sherman - 1953
- The Redhead from Wyoming (La pelirroja de Wyoming), de Lee Sholem - 1953
- Malaga (Fuego sobre África), de Richard Sale - 1954
- Lady Godiva, de Arthur Lubin - 1955
- The Magnificent Matador (Santos el magnífico,) de Budd Boetticher - 1955
- The Long Gray Line (Cuna de héroes), de John Ford - 1955
- Lisboa - 1956
- Everything But the Truth - 1956
- The Wings of Eagles (Escrito bajo el sol) - 1957
- Nuestro hombre en La Habana, de Carol Reed - 1959
- The Deadly Companions (Compañeros mortales), de Sam Peckinpah - 1961
- Tú a Boston y yo a California - 1961
- Mr. Hobbs Takes a Vacation (Un optimista de vacaciones), de Henry Koster - 1962
- Fiebre en la sangre - 1963
- El gran McLintock - 1963
- Escándalo en Villa Fiorita, de Delmer Daves - 1965
- The Rare Breed (Una dama entre vaqueros), de Andrew V. McLaglen - 1966
- How Do I Love Thee?, (Con todo mi corazón), de Michael Gordon - 1970
- El gran Jack, de George Sherman y John Wayne (no acreditado)- 1971
- Yo, tú y mamá - 1991

## Reconocimientos y premios
- Nominación al premio Laurel Awards en 1963 por su actuación en la comedia Mr. Hobbs Takes a Vacation (1962), ocupó el quinto lugar.[45]
- Nominada al premio Laurel en 1964, ocupando el lugar 14.
- En 1991 fue agasajada con el premio Golden Boot Award.[45]
- Fue incluida en el Salón de la Fama de artistas del western (National Cowboy & Western Heritage Museum, Oklahoma)[36]
- Primera mujer en ganar el premio John F. Kennedy Memorial por "Estadounidense destacado de ascendencia irlandesa por su servicio a Dios y al país".
- Premio Seattle Film Critics Awards en 2002.
- Premio IFTA (Irish Film & Television Academy) en 2004 por su trayectoria.[21]
- Reconocimiento con una estrella en el Paseo de la fama de Hollywood.[26]
- Recibió un doctorado honorario por la Universidad nacional de Irlanda, Galway en 1988.[46]
- ‘Woman of the Year’ seleccionada por la Irish America Magazine,[17] encabezó el desfile del Día de San Patricio de 1999 en Nueva York.[26][36]
- Nombrada presidenta de la Universal Film & Festival Organization (UFFO), que promueve un código de conducta para festivales de cine y la industria cinematográfica.[47]
- Le otorgaron las Llaves de la ciudad de Kells en 2012 (tierra natal de su padre).[48]
- En 2013, una proclamación oficial del gobernador de Iowa, Terry Branstad, declaró el 25 de mayo como el "Día de Maureen O'Hara" en el estado de Iowa.

### Premios Óscar
| Año  | Categoría        | Película         | Resultado |
| ---- | ---------------- | ---------------- | --------- |
| 2014 | Óscar Honorífico | Óscar Honorífico | Ganadora  |